# Antropologia edukacji

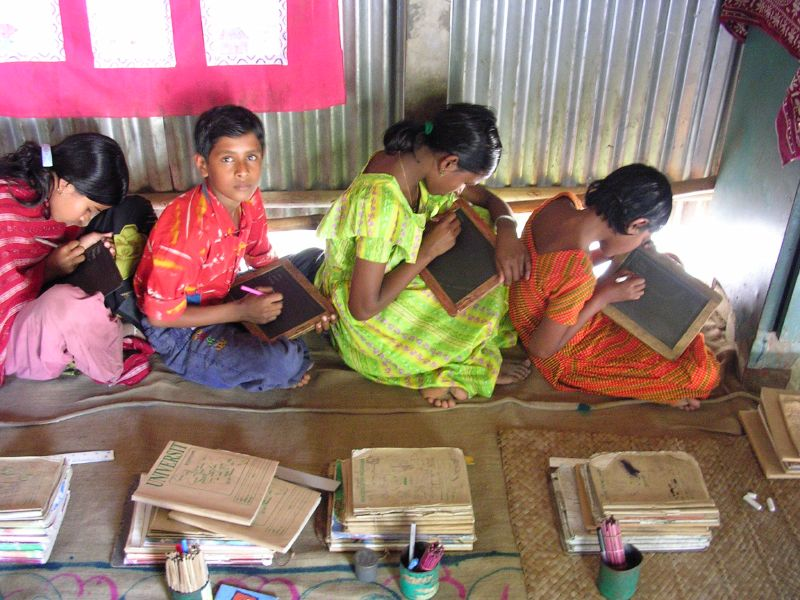
Dzieci w wiejskiej szkole

Antropologia edukacji – subdyscyplina antropologii kulturowej, która wywodzi się z pionierskich prac Margaret Mead i odwołuję się do prac między innymi George’a Spindlera, Solona Kimballa i Dell Hymes. Rozwinęła się głównie w latach siedemdziesiątych XX wieku, szczególnie dzięki profesorom Teachers College Uniwersytetu Columbia. Głównym polem zainteresowań tej subdyscypliny jest edukacja. Antropologiczne podejście do tematu skupia się na kulturowych aspektach edukacji, włączając formalne i nieformalne sposoby zdobywania i przekazywania wiedzy. Alternatywne podejście rozpatruje edukację w kategoriach instytucji. Kluczowym zagadnieniem pozostaje aspekt „transmisji kulturowej” (ang. cultural transmisson), która zawiera w sobie przekazywanie poczucia tożsamości pomiędzy pokoleniami (w kategoriach Margaret Mead enkulturacja), jak również pomiędzy kulturami – akulturacja, w związku z czym antropologia edukacji skupia się na zagadnieniach etnicznych tożsamości czy zmian.